# Вектор (геометрия)

Вектор

Ве́ктор — направленный отрезок, то есть отрезок, для которого указано, какая из его граничных точек начало, а какая — конец.
Вектор с началом в точке {\displaystyle A} и концом в точке {\displaystyle B} принято обозначать как {\displaystyle {\overrightarrow {AB}}}. Векторы также могут обозначаться малыми латинскими буквами со стрелкой (иногда — чёрточкой) над ними, например {\displaystyle {\vec {a}}}. Другой распространённый способ записи: написание символа вектора прямым жирным шрифтом: {\displaystyle \mathbf {a} }.
Вектор в геометрии естественно сопоставляется переносу (параллельному переносу), что, очевидно, проясняет происхождение его названия (лат. vector, несущий). Итак, каждый направленный отрезок однозначно определяет собой какой-то параллельный перенос плоскости или пространства: скажем, вектор {\displaystyle {\overrightarrow {AB}}} естественно определяет перенос, при котором точка {\displaystyle A} перейдёт в точку {\displaystyle B}, также и обратно, параллельный перенос, при котором {\displaystyle A} переходит в {\displaystyle B}, определяет собой единственный направленный отрезок {\displaystyle {\overrightarrow {AB}}} (единственный — если считать равными все направленные отрезки одинакового направления и длины — то есть рассматривать их как свободные векторы; действительно, при параллельном переносе все точки смещаются в одинаковом направлении на одинаковое расстояние, так что в таком понимании {\displaystyle {\overrightarrow {A_{1}B_{1}}}={\overrightarrow {A_{2}B_{2}}}={\overrightarrow {A_{3}B_{3}}}=\dots }).
Интерпретация вектора как переноса позволяет естественным и интуитивно очевидным способом ввести операцию сложения векторов — как композиции (последовательного применения) двух (или нескольких) переносов; то же касается и операции умножения вектора на число.

## Основные понятия
Вектором называется направленный отрезок, соединяющий две точки, одна из которых считается началом, а другая концом.
Проекции вектора определяются как разность координат точек его конца и начала. Например, на координатной плоскости, если даны координаты начала и конца: {\displaystyle T_{1}=(x_{1},y_{1})} и {\displaystyle T_{2}=(x_{2},y_{2})}, то проекции вектора будут: {\displaystyle {\overrightarrow {V}}=T_{2}-T_{1}=(x_{2},y_{2})-(x_{1},y_{1})=(x_{2}-x_{1},y_{2}-y_{1})}. 
Длиной вектора {\displaystyle {\overrightarrow {V}}} называется расстояние между двумя точками {\displaystyle T_{1}} и {\displaystyle T_{2}}, её обычно обозначают {\displaystyle |{\overrightarrow {V}}|=|T_{2}-T_{1}|=|(x_{2}-x_{1},y_{2}-y_{1})|={\sqrt {(x_{2}-x_{1})^{2}+(y_{2}-y_{1})^{2}}}}
Роль нуля среди векторов играет нулевой вектор, у которого начало и конец совпадают {\displaystyle T_{1}=T_{2}}; ему, в отличие от других векторов, не приписывается никакого направления.

Проекция вектора на направленную прямую

Для координатного представления векторов большое значение имеет понятие проекции вектора на ось (направленную прямую, см. рисунок). Проекцией называется длина отрезка, образованного проекциями точек начала и конца вектора на заданную прямую, причём проекции приписывается знак плюс, если направление проекции соответствует направлению оси, иначе — знак минус. Проекция равна длине исходного вектора, умноженной на косинус угла между исходным вектором и осью; проекция вектора на перпендикулярную ему ось равна нулю.

## Применения
Векторы находят широкое применение в геометрии и в прикладных науках, где используются для представления величин, имеющих направление (силы, скорости и т. п.). Применение векторов упрощает ряд операций — например, определение углов между прямыми или отрезками, вычисление площадей фигур. В компьютерной графике векторы-нормали используются, чтобы создать правильное освещение тела. Использование векторов может быть положено в основу метода координат.

## Виды векторов
Иногда вместо того, чтобы рассматривать в качестве векторов множество всех направленных отрезков (рассматривая как различные все направленные отрезки, начала и концы которых не совпадают), берут только некоторую модификацию этого множества (фактормножество), то есть, некоторые направленные отрезки рассматривают как равные, если они имеют одинаковое направление и длину, хотя они могут иметь разное начало (и конец), то есть направленные отрезки одинаковой длины и направления считаются представляющими один и тот же вектор; таким образом, каждому вектору оказывается соответствующим целый класс направленных отрезков, одинаковых по длине и направлению, но различающихся началом (и концом).
Так, говорят о «свободных», «скользящих» и «фиксированных» векторах.
Эти виды отличаются понятием равенства двух векторов.
- Говоря о свободных векторах, отождествляют любые векторы, имеющие одинаковое направление и длину;
- говоря о скользящих векторах — добавляют, что начала равных скользящих векторов должны совпадать или лежать на одной прямой, на которой лежат изображающие эти векторы направленные отрезки (так что один может быть совмещен с другим перемещением в направлении, им же самим задаваемом);
- говоря о фиксированных векторах — говорят, что равными считаются только векторы, у которых совпадают и направления, и начала (то есть в этом случае факторизации нет: нет двух фиксированных векторов с различными началами, которые считались бы равными).

Формально:
Говорят, что свободные векторы {\displaystyle {\overrightarrow {AB}}} и {\displaystyle \ {\overrightarrow {CD}}} равны, если найдутся точки {\displaystyle E} и {\displaystyle F} такие, что четырёхугольники {\displaystyle ABFE} и {\displaystyle CDFE} — параллелограммы.
Говорят, что скользящие векторы {\displaystyle {\overrightarrow {AB}}} и {\displaystyle \ {\overrightarrow {CD}}} равны, если
- точки {\displaystyle A,B,C,D} располагаются на одной прямой,
- векторы {\displaystyle {\overrightarrow {AB}}} и {\displaystyle \ {\overrightarrow {CD}}} равны между собой как свободные векторы.

Скользящие векторы особо употребимы в механике.
Простейший пример скользящего вектора в механике — сила, действующая на твердое тело.
Перенос начала вектора силы вдоль прямой, на которой он лежит, не меняет момента силы относительно любой точки; перенос же его на другую прямую, даже если не менять величины и направления вектора, может вызвать изменение его момента (даже почти всегда вызовет):
поэтому при вычислении момента нельзя рассматривать силу как свободный вектор, то есть, нельзя её считать приложенной к произвольной точке твердого тела.
Говорят, что фиксированные векторы {\displaystyle {\overrightarrow {AB}}} и {\displaystyle \ {\overrightarrow {CD}}} равны, если попарно совпадают точки {\displaystyle A} и {\displaystyle C}, {\displaystyle B} и {\displaystyle D}.
Вектором в одном случае называется направленный отрезок, а в других случаях различные векторы — это разные классы эквивалентности направленных отрезков, определяемые неким конкретным отношением эквивалентности.
Причем отношение эквивалентности может быть разным, определяя тип вектора (свободный или фиксированный).
Внутри класса эквивалентности все входящие в него направленные отрезки рассматриваются как равные, и каждый может равно представлять весь класс.
Все операции над векторами (сложение, умножение на число, скалярное и векторное произведения, вычисление модуля или длины, угла между векторами и так далее) в принципе определены одинаково для всех типов векторов, различие в типах сводится в этом отношении только к тому, что для скользящих и фиксированных наложено ограничение на возможность осуществления операций между двумя векторами, имеющими разное начало (так, для двух фиксированных векторов запрещено — или лишено смысла — сложение, если их начала отличаются; однако для всех случаев, когда эта операция разрешена — или имеет смысл — она такова же, как для свободных векторов). Поэтому часто тип вектора явно не указывается, подразумевается, что он ясен из контекста.
Более того, один и тот же вектор в зависимости от контекста задачи может рассматриваться как фиксированный, скользящий или свободный, например, в механике векторы сил, приложенных к телу, могут суммироваться независимо от точки приложения при нахождении равнодействующей (и в статике, и в динамике при исследовании движения центра масс, изменения импульса и того подобного), но не могут складываться друг с другом без учета точек приложения при вычислении вращающего момента (также и в статике и в динамике).

## Отношения между векторами
Два вектора называются коллинеарными, если они лежат на параллельных прямых, либо на одной прямой. Два вектора называются сонаправленными, если они коллинеарны и направлены в одну сторону, противоположно направленными, если коллинеарны и направлены в разные стороны. Есть и другое определение: два ненулевых вектора {\displaystyle {\vec {a}}} и {\displaystyle {\vec {b}}} называются коллинеарными, если существует некоторое число {\displaystyle \alpha } такое, что {\displaystyle {\vec {a}}=\alpha {\vec {b}}}

Три вектора называются компланарными, если они, будучи приведенными к общему началу, лежат в одной плоскости.

## Координатное представление

Разложение вектора по базису

При работе с векторами часто вводят некоторую декартову систему координат и в ней определяют координаты вектора, раскладывая его по базисным векторам. Разложение по базису геометрически можно представить проекциями вектора на координатные оси. Если известны координаты начала и конца вектора, координаты самого вектора получаются вычитанием из координат конца вектора координат его начала.
{\displaystyle {\overrightarrow {AB}}=(AB_{x},AB_{y},AB_{z})=(B_{x}-A_{x},B_{y}-A_{y},B_{z}-A_{z})}
За базис часто выбирают координатные орты, обозначаемые {\displaystyle {\vec {i}},{\vec {j}},{\vec {k}}}, соответственно осям {\displaystyle x,y,z}. Тогда вектор {\displaystyle {\vec {a}}} можно записать как
{\displaystyle {\vec {a}}=a_{x}{\vec {i}}+a_{y}{\vec {j}}+a_{z}{\vec {k}}}
Любое геометрическое свойство можно записать в координатах, после чего исследование из геометрического становится алгебраическим и при этом часто упрощается. Обратное, вообще говоря, не совсем верно: обычно принято говорить, что «геометрическое истолкование» имеют лишь те соотношения, которые выполняются в любой декартовой системе координат (инвариантные).

## Операции над векторами

### Модуль вектора
Модулем, или длиной, вектора {\displaystyle {\overrightarrow {AB}}} называется число, равное длине отрезка {\displaystyle AB}. Обозначается, как {\displaystyle |{\overrightarrow {AB}}|}. Для трёхмерного вектора в декартовой системе координат его можно вычислить как корень квадратный из суммы квадратов его проекций:
{\displaystyle |{\vec {a}}|={\sqrt {a_{x}^{2}+a_{y}^{2}+a_{z}^{2}}}}

### Величина вектора
Величина, или алгебраическое значение, вектора {\displaystyle {\overrightarrow {AB}}} на оси, то есть на ориентированной прямой, — число {\displaystyle (AB)}, равное длине вектора, если вектор и ось сонаправлены, и равное длине со знаком минус в противном случае.
{\displaystyle (AB)=0} тогда и только тогда, когда {\displaystyle A=B}. Кроме того, {\displaystyle (AB)+(BA)=0}.
Замечание 1. Длина векторов определена в любом пространстве любой размерности, тогда 
как величина вектора имеет смысл только на оси, то есть на направленной прямой.
Замечание 2. Векторы {\displaystyle \mathbf {a} } и {\displaystyle \mathbf {b} } на одной оси равны тогда и только тогда, когда равны их величины. Следовательно, поставив каждому вектору линейного пространства {\displaystyle \operatorname {Vect} (1)} в соответствие его величину, получим биекцию между всеми векторами линейного пространства {\displaystyle \operatorname {Vect} (1)} на прямой и полем вещественных чисел {\displaystyle \mathbb {R} }. Но отождествить множества {\displaystyle \operatorname {Vect} (1)} и {\displaystyle \mathbb {R} } по крайней мере неосторожно, так как это соответствие не обладает естественностью, поскольку зависит от ориентации прямой и выбора единичного направляющего вектора оси.

### Сложение векторов

Два вектора и вектор их суммы (слева — найденный по правилу параллелограмма, справа — по правилу треугольника)

В координатном представлении вектор суммы получается суммированием соответствующих проекций слагаемых:
{\displaystyle {\vec {a}}+{\vec {b}}=(a_{x}+b_{x},a_{y}+b_{y},a_{z}+b_{z})}
Для геометрического построения вектора суммы {\displaystyle {\vec {c}}={\vec {a}}+{\vec {b}}} используют различные правила (методы), однако они все дают одинаковый результат. Использование того или иного правила обосновывается решаемой задачей.

#### Правило треугольника
Правило треугольника наиболее естественно следует из понимания вектора как переноса. Ясно, что результат последовательного применения двух переносов {\displaystyle {\vec {a}}} и {\displaystyle {\vec {b}}} некоторой точки будет тем же, что применение сразу одного переноса {\displaystyle {\vec {a}}+{\vec {b}}}, соответствующего этому правилу.
Для сложения двух векторов {\displaystyle {\vec {a}}} и {\displaystyle {\vec {b}}} по правилу треугольника оба эти вектора переносятся параллельно самим себе так, чтобы начало одного из них совпадало с концом другого. Тогда вектор суммы задаётся третьей стороной образовавшегося треугольника, причём его начало совпадает с началом первого вектора, а конец с концом второго вектора.
Это правило прямо и естественно обобщается для сложения любого количества векторов, переходя в правило ломаной:

#### Правило трёх точек
Если отрезок {\displaystyle {\overrightarrow {AB}}}  изображает вектор {\displaystyle {\vec {a}}}, а отрезок {\displaystyle {\overrightarrow {BC}}} изображает вектор {\displaystyle {\vec {b}}} , то отрезок {\displaystyle {\overrightarrow {AC}}}  изображает вектор {\displaystyle {\vec {a}}+{\vec {b}}}.

#### Правило многоугольника
Начало второго вектора совмещается с концом первого, начало третьего — с концом второго и так далее, сумма же {\displaystyle n} векторов есть вектор, с началом, совпадающим с началом первого, и концом, совпадающим с концом {\displaystyle n}-го (то есть изображается направленным отрезком, замыкающим ломаную). Также называется правилом ломаной.

#### Правило параллелограмма
Для сложения двух векторов {\displaystyle {\vec {a}}} и {\displaystyle {\vec {b}}} по правилу параллелограмма оба эти векторы переносятся параллельно самим себе так, чтобы их начала совпадали. Тогда вектор суммы задаётся диагональю построенного на них параллелограмма, исходящей из их общего начала. (Легко видеть, что эта диагональ совпадает с третьей стороной треугольника при использовании правила треугольника).
Правило параллелограмма особенно удобно, когда есть потребность изобразить вектор суммы сразу же приложенным к той же точке, к которой приложены оба слагаемых — то есть изобразить все три вектора имеющими общее начало.

#### Модуль суммы
Модуль суммы двух векторов можно вычислить, используя теорему косинусов:
{\displaystyle |{\vec {a}}+{\vec {b}}|^{2}=|{\vec {a}}|^{2}+|{\vec {b}}|^{2}+2|{\vec {a}}||{\vec {b}}|\cos({\vec {a}},{\vec {b}})}, где {\displaystyle \cos({\vec {a}},{\vec {b}})} — косинус угла между векторами {\displaystyle {\vec {a}}} и {\displaystyle {\vec {b}}}.
Если векторы изображены в соответствии с правилом треугольника и берется угол по рисунку — между сторонами треугольника — что не совпадает с обычным определением угла между векторами, а значит и с углом в приведенной формуле, то последний член приобретает знак минус, что соответствует теореме косинусов в её прямой формулировке.
Для суммы произвольного количества векторов применима аналогичная формула, в которой членов с косинусом больше: по одному такому члену существует для каждой пары векторов из суммируемого набора. Например, для трех векторов формула выглядит так:
{\displaystyle |{\vec {a}}+{\vec {b}}+{\vec {c}}|^{2}=|{\vec {a}}|^{2}+|{\vec {b}}|^{2}+|{\vec {c}}|^{2}+2|{\vec {a}}||{\vec {b}}|\cos({\vec {a}},{\vec {b}})+2|{\vec {a}}||{\vec {c}}|\cos({\vec {a}},{\vec {c}})+2|{\vec {b}}||{\vec {c}}|\cos({\vec {b}},{\vec {c}}).}

### Вычитание векторов

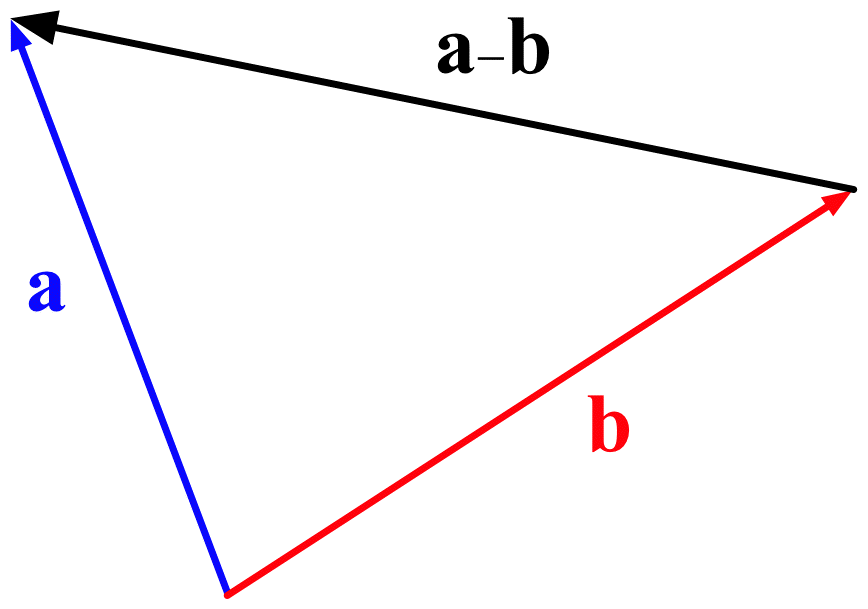
Два вектора и вектор их разности

Под разностью двух векторов {\displaystyle {\vec {a}}-{\vec {b}}} понимают вектор {\displaystyle {\vec {c}}}, удовлетворяющий условию {\displaystyle {\vec {c}}+{\vec {b}}={\vec {a}}}. Процесс нахождения разности {\displaystyle {\vec {a}}-{\vec {b}}} называется операцией вычитания этих векторов.
Для получения разности в координатной форме надо вычесть соответствующие проекции векторов:
{\displaystyle {\vec {a}}-{\vec {b}}=(a_{x}-b_{x},a_{y}-b_{y},a_{z}-b_{z})}
Для получения вектора разности {\displaystyle {\vec {c}}={\vec {a}}-{\vec {b}}} начала векторов соединяются и началом вектора {\displaystyle {\vec {c}}} будет конец {\displaystyle {\vec {b}}}, а концом — конец {\displaystyle {\vec {a}}}. Если записать, используя точки векторов, то {\displaystyle {\overrightarrow {AC}}-{\overrightarrow {AB}}={\overrightarrow {BC}}}.

#### Модуль разности векторов
Три вектора {\displaystyle {\vec {a}},{\vec {b}},{\vec {a}}-{\vec {b}}}, как и при сложении, образуют треугольник, и выражение для модуля разности получается аналогичным:
{\displaystyle |{\vec {a}}-{\vec {b}}|^{2}=|{\vec {a}}|^{2}+|{\vec {b}}|^{2}-2|{\vec {a}}||{\vec {b}}|\cos({\vec {a}},{\vec {b}}),}
где {\displaystyle \cos({\vec {a}},{\vec {b}})} — косинус угла между векторами {\displaystyle {\vec {a}}} и {\displaystyle {\vec {b}}.}
Отличие от формулы модуля суммы в знаке перед косинусом, при этом надо хорошо следить, какой именно угол берется (вариант формулы модуля суммы с углом между сторонами треугольника при суммировании по правилу треугольника по виду не отличается от данной формулы для модуля разности, но надо иметь в виду, что тут берутся разные углы: в случае суммы берётся угол, когда вектор {\displaystyle {\vec {b}}} переносится к концу вектора {\displaystyle {\vec {a}}}, когда же ищется модуль разности, берётся угол между векторами, приложенными к одной точке; выражение для модуля суммы с использованием того же угла, что в данном выражении для модуля разности, отличается знаком перед косинусом).

### Умножение вектора на число
Умножение вектора {\displaystyle {\vec {a}}} на число {\displaystyle \alpha >0}, даёт сонаправленный вектор с длиной в {\displaystyle \alpha } раз больше.

Умножение вектора {\displaystyle {\vec {a}}} на число {\displaystyle \alpha <0}, даёт противоположно направленный вектор с длиной в {\displaystyle |\alpha |} раз больше.

Вектор и вектора, получаемые из него, домножением на число

Умножение вектора на число в координатной форме выполняется умножением всех его проекций на это число:
{\displaystyle \alpha {\vec {a}}=(\alpha a_{x},\alpha a_{y},\alpha a_{z})}
Исходя из определения получается выражение для модуля вектора, умноженного на число:
{\displaystyle |\alpha {\vec {a}}|=|\alpha ||{\vec {a}}|}
Аналогично как и числами, операции сложение вектора с самим с собой можно записать через умножение на число:
{\displaystyle {\vec {a}}+{\vec {a}}=2{\vec {a}}}
А вычитание векторов можно переписать через сложение и умножение:
{\displaystyle {\vec {a}}-{\vec {b}}={\vec {a}}+(-{\vec {b}})}
Исходя из того, что умножение на {\displaystyle -1} не меняет длины вектора, а меняет только направление и учитывая определение вектора, получаем:
{\displaystyle -{\overrightarrow {AB}}={\overrightarrow {BA}}}

### Скалярное произведение векторов
Для геометрических векторов скалярное произведение определяется через их геометрические характеристики и вводится следующим образом:
{\displaystyle {\vec {a}}\cdot {\vec {b}}=|{\vec {a}}||{\vec {b}}|\cos({\vec {a}},{\vec {b}})}
Здесь для вычисления косинуса берётся угол между векторами, который определяется как величина угла, образованного векторами, если приложить их к одной точке (совместить их начала).
Это выражение можно переписать через проекции вектора (здесь формула для трехмерного пространства):
{\displaystyle {\vec {a}}\cdot {\vec {b}}=a_{x}b_{x}+a_{y}b_{y}+a_{z}b_{z}}
Скалярным квадратом вектора называется его скалярное произведение само на себя и может быть вычислено через модуль вектора:
{\displaystyle {\vec {a}}^{2}={\vec {a}}\cdot {\vec {a}}=|{\vec {a}}|^{2}}

### Векторное произведение векторов
Векторным произведением двух векторов {\displaystyle {\vec {a}}} и {\displaystyle {\vec {b}}} называется такой вектор {\displaystyle {\vec {a}}\times {\vec {b}}}, который ортогонален плоскости векторов {\displaystyle {\vec {a}}} и {\displaystyle {\vec {b}}}, его длина равняется площади параллелограмма, образованного векторами, а направление определяется по правилу правой руки.

### Смешанное произведение векторов
Смешанным произведением трёх векторов {\displaystyle {\vec {a}},{\vec {b}},{\vec {c}}} называется число, определяемое следующим образом:
{\displaystyle ({\vec {a}},{\vec {b}},{\vec {c}})={\vec {a}}\cdot ({\vec {b}}\times {\vec {c}})}
Модуль этой величины даёт объём параллелепипеда, построенного на векторах {\displaystyle {\vec {a}},{\vec {b}},{\vec {c}}}.